# 並木藪蕎麦
並木藪蕎麦（なみきやぶそば）は、東京都台東区雷門2丁目にある1913年（大正2年）創業の蕎麦屋。

## 概要

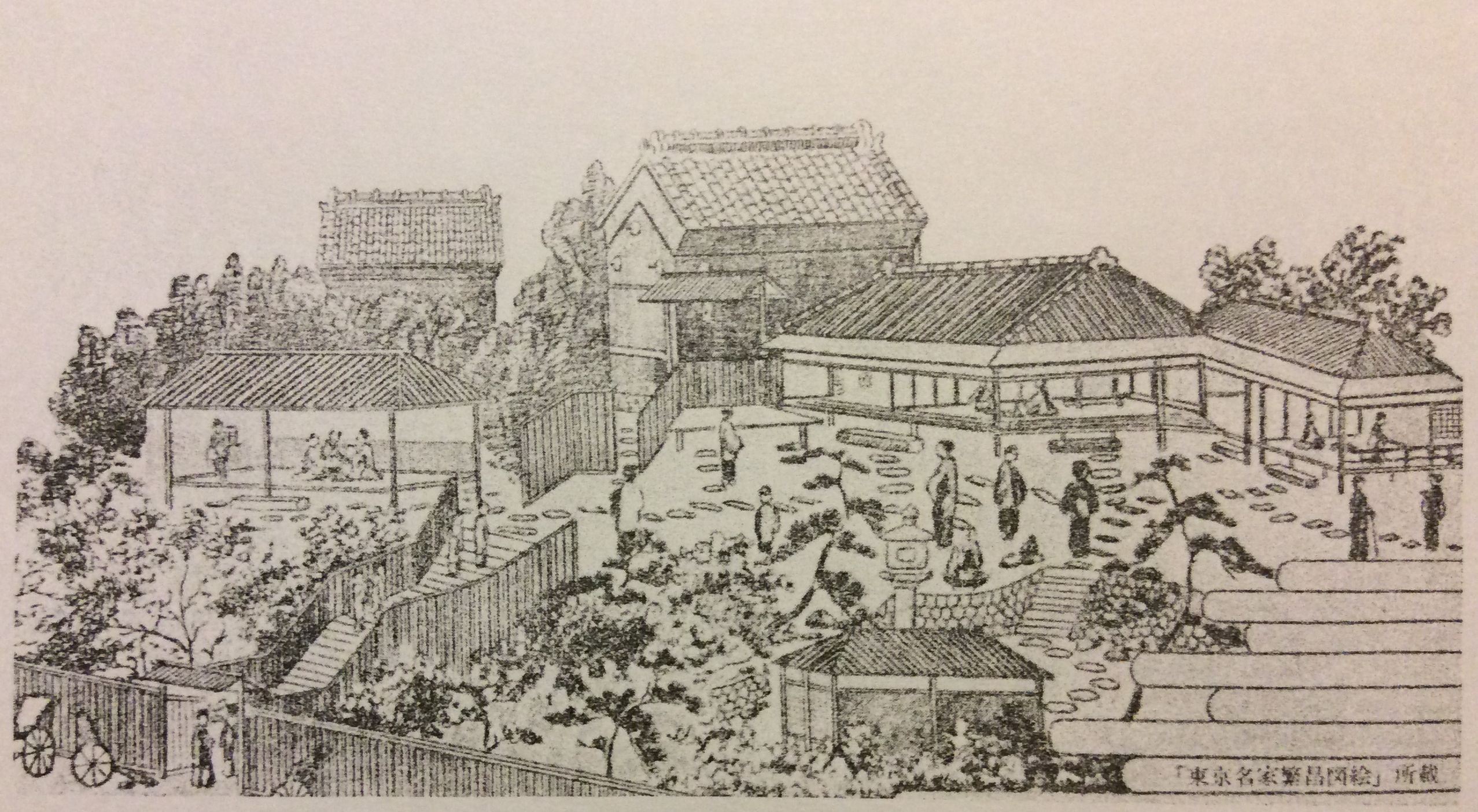
『東京名家繁昌図絵』、「団子坂藪蕎麦・蔦屋 三輪伝次郎」、明治35年。

「並木藪蕎麦」は1913年（大正2年）、かんだやぶそばの初代・堀田七兵衛の三男・堀田勝三が創業した。
「神田藪蕎麦」の初代・堀田七兵衛が店を次男・堀田平二郎に継がせた際、既に京橋でそば屋を営んでいた三男・堀田勝三には、当時の有名店であった京橋の「藪金（団子坂藪蕎麦の四天王）」を譲り受け、その店を持たせた。1913年（大正2年）、京橋の店が借地だったために地主に土地の明渡しを求められ、浅草並木町に移転し開業した店が現在の「並木藪蕎麦」である。
かんだやぶそば及び池の端藪蕎麦（2016年閉店）と共に「藪御三家」の一角を担う店として知られている。ごひいき筋からは「雷門の藪」とも呼ばれている。

## 沿革
- 1735年（享保20年） - 『続江戸砂子温故名跡志 5巻』（菊岡沾涼著、享保20年）に次の記述がある。

鬼子母神の門前茶屋と、茶屋町を離れた藪の中にも蕎麦屋が一軒あったことが分かる。藪の蕎麦は御獄という字にあり、いまの雑司谷一丁目付近と思われる。竹藪が繁茂し俚俗「藪の内」と称した。
- 1833年（天保4年） - 『慊堂日暦』（松崎慊堂著、天保4年10月、江戸後期の漢学者・松崎慊堂の日記）に、「団子坂の千（駄木）蔦屋に入り蕎麦条を食ふ」という条があり、この年にすでに団子坂の「蔦屋」は営業していた。『蕎麦辞典』（植原路朗著）では、「蔦屋」の創業者は下野国（現・栃木県）喜連川出身の武家、三輪氏としている[3][4]。
- 1854年（安政元年）8月5日 - 後の「神田藪蕎麦」初代・堀田七兵衛生まれる。
- 1861年（万延2年） - 『改正尾張屋板の切絵図』、「小石川谷中本郷絵図」に団子阪（坂）の名が載っている。団子坂は現在の文京区千駄木で、江戸時代からこう呼ばれていた。この坂の近くに「蔦屋」というそば屋があり、「藪そば」と呼ばれていた。もともと「やぶそば」という名は、土地の人たちがつけた俗称で、この坂の周辺には大きな竹藪があった。その竹藪に囲まれたそば屋ということから、「やぶそば」と呼ばれるようになった[5]。
- 1880年（明治13年） - 浅草蔵前のそば屋「中砂」四代目・堀田七兵衛は、神田連雀町の「蔦屋」の支店「団子坂支店・藪蕎麦」を譲り受ける。そば屋「中砂」は、当時の蔵前には「砂場」が3軒あり、その真ん中の店であったため「中砂」と呼んでいて、初代・堀田七兵衛が「砂場」系のそば屋だったようである。堀田家の菩提寺である豊島区北池袋にある西念寺の墓石には、〇に砂の字と、大坂屋七兵衛の字彫りがある。『東京名物志』には、東京の三大「藪そば」に、「蔦屋」、「藪中庵」、「連雀町藪蕎麦」を挙げている。
- 1887年（明治20年）3月5日 - 後の「並木更科」初代・堀田勝三生まれる。
- 1901年（明治34年） - 『東京名物志』には、当時の東京の有力そば屋9軒を挙げている。その中の「藪そば 本郷区駒込千駄木林町三輪伝次郎」が紹介されている[1]。

- 1906年（明治39年） - 「団子坂藪蕎麦・蔦屋」は、三代目・三輪伝次郎の時に廃業。『蕎麦通』の「明治年間に廃絶した店」の一節には、明治年間の「蔦屋」の敷地の広さは1,600坪ともいわれ、そば屋とは思えない壮大な店だった[6]。

- 1910年（明治43年） - 後の「神田藪蕎麦」三代目・堀田康一生まれる。
- 1913年（大正2年） - 三男・堀田勝三により浅草並木町に「並木藪蕎麦」を開業。並木町の店は、元は「団子坂藪蕎麦」の支店で「藪金（団子坂藪蕎麦の四天王）」という名のそば屋だったが、初代・堀田七兵衛が譲り受けた。
- 1917年（大正6年） - 「並木藪蕎麦」の長男・堀田平七郎（後の二「並木藪蕎麦」二代目）生まれる。
- 1923年（大正12年） - 連雀町の「連雀町藪蕎麦」は関東大震災により焼失したが、同年12月に再建。
- 1927年（昭和2年）11月5日 - 「神田藪蕎麦」初代・堀田七兵衛が74歳で死去。
- 1933年（昭和8年） - 町名変更により神田淡路町となり、「神田藪蕎麦」に改称。
- 1945年（昭和20年） - 第二次世界大戦により店舗焼失。
- 1947年（昭和22年） - 「神田藪蕎麦」初代・堀田七兵衛74歳で死去。
- 1950年（昭和25年） - 「並木藪蕎麦」が再出発された。堀田勝三と三男・堀田鶴雄で店を切り回した。
- 1954年（昭和29年） - 長男・堀田平七郎は日本橋三越の支店を担当していたが、「並木藪蕎麦」に戻ることになり、鶴雄は上野の池之端に支店を出店。後の「池の端藪蕎麦」の始まりである。
- 1956年（昭和31年）3月18日 - 「並木藪蕎麦」初代・堀田勝三が69歳で死去。二代目・堀田平七郎が継いだ。平七郎は東京のそば屋組合の蕎麦技術研修講座の講師を務めるなど、そば屋の技術向上に貢献した。
- 1992年（平成4年） - 「並木藪蕎麦」二代目・堀田平七郎75歳居で死去。平七郎には嗣子がなかったため、最後の弟子の堀田浩二（旧姓・原）が養子となり三代目を継いだ。

## 交通アクセス
- 東武鉄道伊勢崎線（東武スカイツリーライン） - 浅草駅より徒歩5分。
- 東京都交通局（都営地下鉄）浅草線 - 浅草駅より徒歩3分。
- 東京地下鉄（東京メトロ）銀座線 - 浅草駅より徒歩3分。
- 首都圏新都市鉄道つくばエクスプレス - 新御徒町駅より徒歩20分。

## ギャラリー
- のれんと三社祭の提灯（2010年5月16日撮影）
- 店内の模様（2010年5月16日撮影）
- 店内の模様（2010年5月16日撮影）
- 「てんぷらそば」（2010年5月16日撮影）